# Karl Hobrecker
Karl Hobrecker (geboren 25. Dezember 1876 in Westig; gestorben 22. Juni 1949 in Hemer) war ein deutscher Büchersammler. 

## Leben

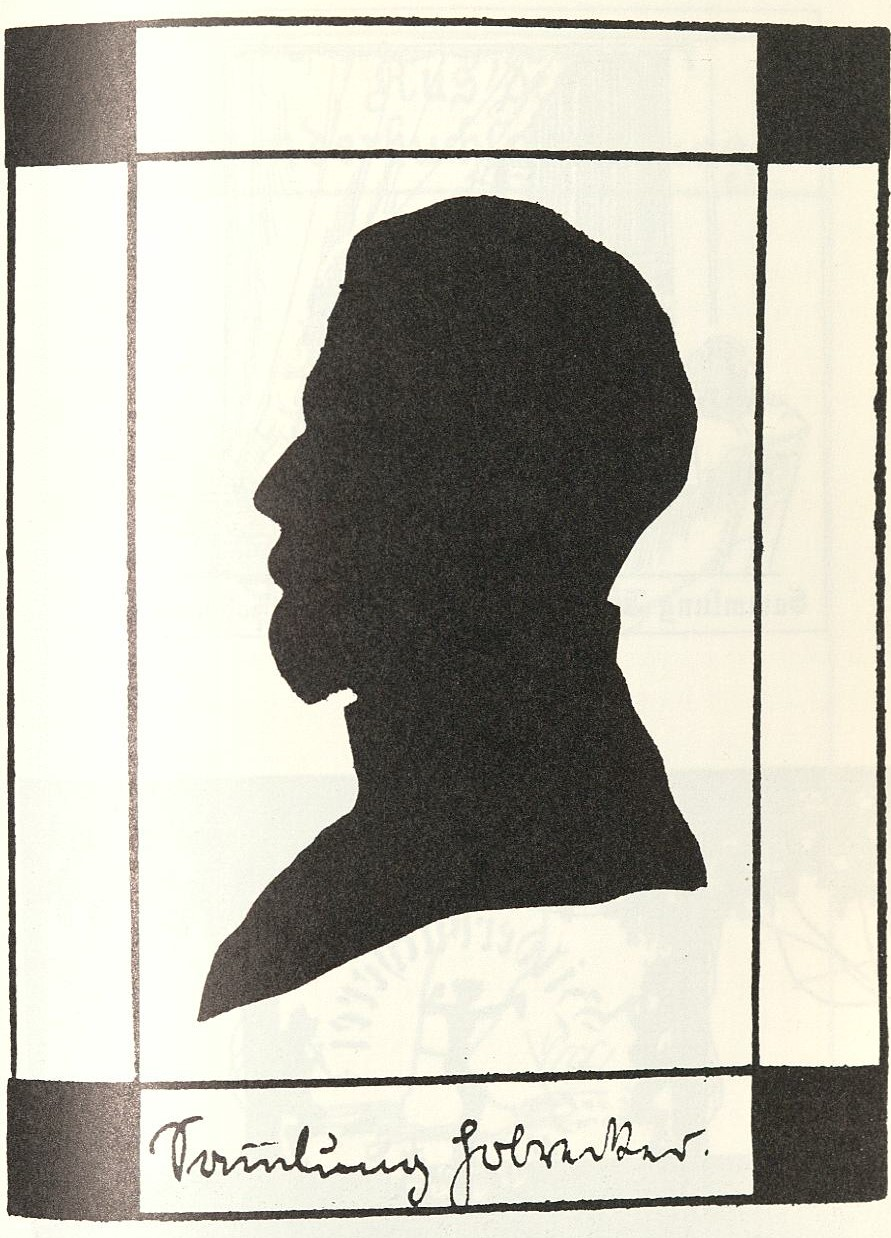
Karl Hobrecker

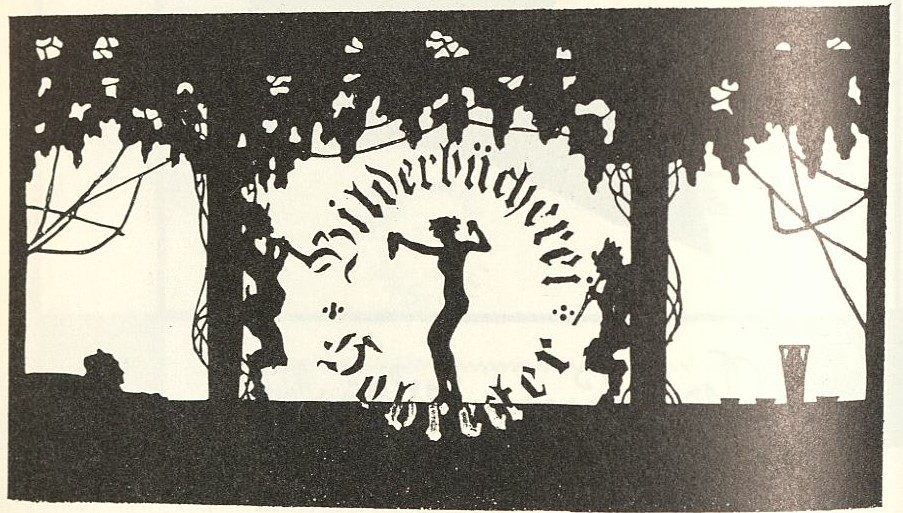
Bilderbücherei Hobrecker Ex libris

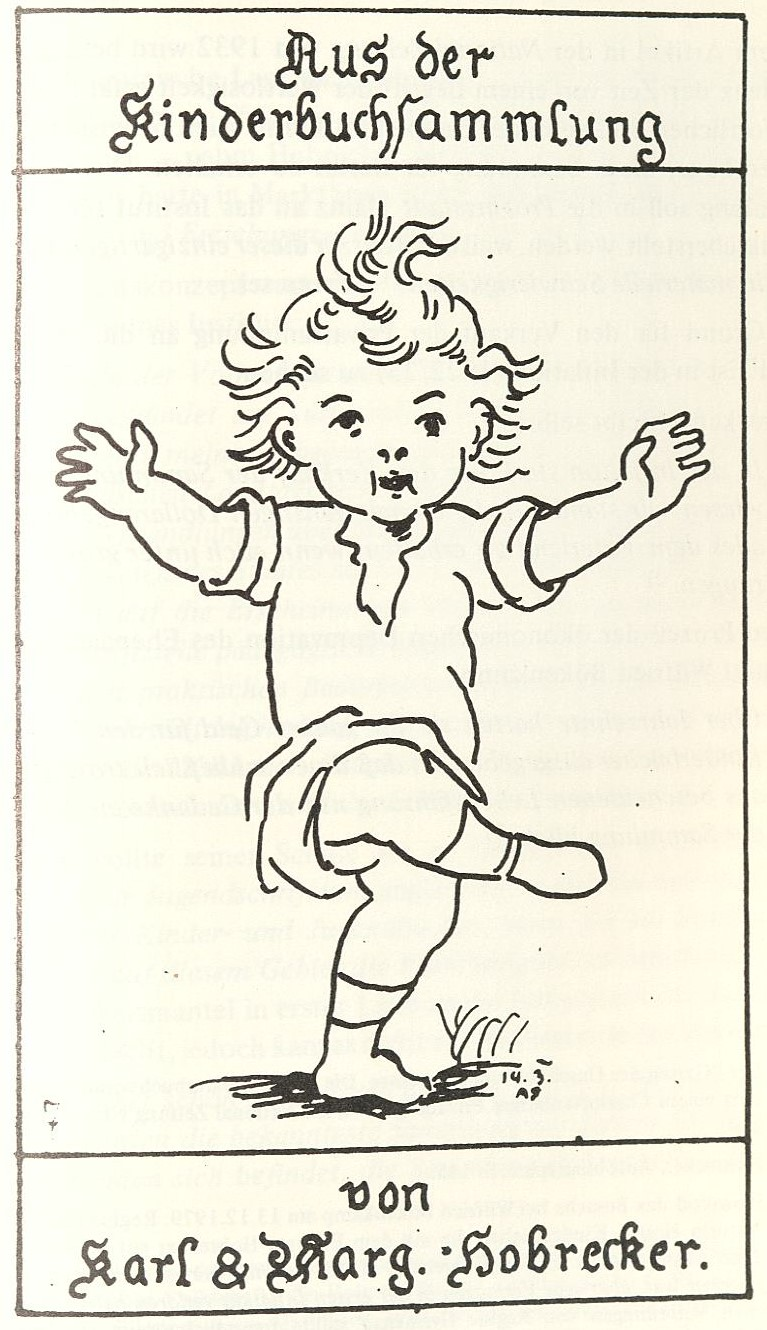
Ex libris

Karl Hobrecker war der dritte Sohn des Fabrikanten der Westfälischen Drahtindustrie Hermann Hobrecker (1845–1917) und dessen Cousine Marie Witte. Er besuchte das Realgymnasium in Iserlohn, begann 1895 ein Chemiestudium in Lausanne und machte 1896 sein Einjähriges als Dragoner in Diedenhofen. Das Studium setzte er in Göttingen fort, musste es aber wegen einer Phosphorvergiftung vor der Promotion aufgeben. In Frankfurt am Main erlernte er in der Firma Klimsch den Beruf eines Photochemikers. 1904/1905 unterrichtete er als Assistent Reproduktionsverfahren an der Technischen Hochschule Charlottenburg. Er heiratete 1906 die aus Wickede stammende Fabrikantentochter Margarete Liebrecht. Bald darauf begannen beide als Privatgelehrte, Kinderbücher zu sammeln und durchstöberten Buchantiquariate. 1924 veröffentlichte er das Buch Alte vergessene Kinderbücher. Er stellte eine Ausgabe der Märchen der Gebrüder Grimm zusammen und edierte verschiedene Kinderbücher. 
Nach der Machtergreifung 1933 schenkte er 12.000 Bücher aus seiner Sammlung der Reichsjugendführung der NSDAP. Er erhielt dafür den Titel Kurator der Reichsjugendbücherei im Rang eines Oberbannführers der HJ, eine Dienstwohnung und einen monatlichen Ehrensold von 400 RM und blieb als Parteiangestellter Leiter seiner Bibliothek. Hobrecker beantragte am 23. Oktober 1939 die Aufnahme in die NSDAP und wurde zum 1. Juni 1940 aufgenommen (Mitgliedsnummer 7.619.518).
Während des Bombenkrieges wurde die Bibliothek in die Akademie für Jugendführung nach Braunschweig ausgelagert. Nach dem Zweiten Weltkrieg gelangte ein Teil von 4000 Bänden an die Pädagogische Hochschule Braunschweig und kam 1971 in die Universitätsbibliothek der Technischen Universität Braunschweig. Ein kleinerer Teil mit 405 Titeln war in Familienbesitz geblieben und ging später als Hobrecker-Sammlung an die Universitätsbibliothek Frankfurt, darunter von Theodor Hosemann illustrierte Bücher aus dem Berliner Verlag Winckelmann.

## Schriften (Auswahl)
- Lothar Brieger: Theodor Hosemann : ein Altmeister Berliner Malerei. Mit einem Katalog der graphischen Werke des Künstlers von Karl Hobrecker. München: Delphin-Verlag, 1920
- F. H. Ehmcke: Otto Speckter. Mit einer Bibliographie von Karl Hobrecker, 2 Bildnissen des Künstlers und 104 Abb. nach dessen Werken auf 64 Tafeln. Berlin: Furche, 1920
- Alte vergessene Kinderbücher. Berlin: Mauritius-Verlag 1924 (Nachdruck 1981)
- Johanna Spyri: Gritlis Kinder. Neu bearb. v. Karl Hobrecker u. Alexander Troll. Reutlingen: Enßlin & Laiblin, 1933
- Märchen der Brüder Grimm. Die Auswahl besorgte Karl Hobrecker. Mit 100 Bildern nach Aquarellen von Ruth Koser-Michaëls. Auswahlreihe des VdB. 1940
- Robert Reinick: Märchen, Lieder- und Geschichten. Neu durchges. u. hrsg. v. Karl Hobrecker. 23. Auflage. Leipzig: Velhagen & Klasing, 1943